# Forge of Empires
Forge of Empires è un gioco online di strategia prodotta dal marchio tedesco Innogames. Il gioco si basa sull'evoluzione dell'uomo e delle sue tecnologie. Le principali risorse del gioco sono: le monete, i materiali, i beni, le medaglie, i diamanti e i punti forge, che servono per avanzare nelle ricerche ed alzare di livello i propri GE (Grandi Edifici). Le monete servono per costruire edifici, produrre beni, sbloccare ricerche e comprare espansioni.

## Le basi del gioco

### Scopo del gioco
La strada del successo si basa sull'utilizzo sapiente delle risorse: se si riuscirà a trovare il bilanciamento tra le entrate e le spese, si potranno sbloccare nuove tecnologie, migliorare ulteriormente la città e seguire la strada per la fama e la gloria.

### Le Ere
Il gioco inizia vedendo il giocatore nei panni di un capotribù, partendo da un piccolo villaggio. Con il passare del tempo si svilupperà, saranno disponibili nuove tecnologie da dover elaborare, bisognerà conquistare nuovi territori, finché il villaggio diventerà una grande metropoli. Il gioco è suddiviso in varie ere. Si inizia dall'Età della Pietra, per poi viaggiare attraverso l'età del Bronzo, l'età del Ferro, le varie fasi del Medioevo (Alto, Pieno e Basso), l'età Coloniale, l'età Industriale, l'età Progressista, l'età Moderna, l'età Postmoderna, l'età Contemporanea, il Domani, il Futuro, il Futuro Artico, il Futuro Oceanico, il Futuro Virtuale, l'Era Spaziale di Marte, la Fascia degli Asteroidi dell'Era Spaziale, l'Era Spaziale di Venere, l'Era Spaziale: Satellite di Giove, l'Era Spaziale di Titano e l'Era Spaziale: Hub Spaziale.
Si raggiungerà una nuova era sbloccando una tecnologia di quel periodo nell'albero delle ricerche. Una volta fatto il passo d'età, verrà sostituito il vecchio municipio con uno nuovo più moderno. Quando si entra in una nuova era, saranno a disposizione alcuni nuovi edifici premium (acquistabili con i diamanti) da poter costruire.

### La Mappa del Continente
Sviluppare e migliorare la propria città non è tutto. Nella mappa dei continenti si potrà ampliare l'impero, conquistandolo provincia per provincia. Non è obbligatorio ma converrebbe per quanto riguarda le ricompense di valore. La mappa del continente è suddivisa in diverse sezioni che corrispondono direttamente alle età del gioco. La progressione del giocatore sulla mappa del continente è quindi la sua crescita nel campo della ricerca.

### I Giocatori
Generalmente, il giocatore può giocare nella sua città e sulla mappa del continente, ma le sue interazioni con gli altri giocatori nel vicinato sono la chiave per avere successo nel gioco. Con essi si può: Commerciare, visitare le loro città supportandoli e sfidarli sul campo di battaglia durante i regolari tornei. Infine si possono anche costruire famosi Grandi Edifici, difficilmente ottenibili, nella propria città.

## Risorse

### Le monete
Si otterranno le monete regolarmente dalle costruzioni residenziali, ma una volta al giorno si può anche raccogliere un bonus giornaliero dal municipio. Inoltre si riceveranno monete come ricompensa per ogni missione completata, acquisizione di un nuovo settore o provincia, ma anche saccheggiando gli edifici dei nemici. Le monete occorrono per costruire nuovi edifici, acquistare espansioni o per arruolare unità militari. Inoltre, servono anche per sbloccare le tecnologie ricercate, per esplorare le altre province della Mappa dei Continenti, per infiltrarsi prima di una battaglia e per avere Punti ricerca aggiuntivi.

### I materiali
I materiali si ottengono facendo ordini dagli edifici produttivi. I materiali oltre che dalle costruzioni per la produzione, si riceveranno anche ogni volta che si completerà con successo una missione, si conquista un territorio o si saccheggia una costruzione. I materiali, come le monete, sono tra le risorse principali del gioco.

### I beni
Ci sono molti beni nel gioco e questi diventano disponibili solo lentamente man mano che si passa di era. Spesso si ricevono anche dalle missioni, ma spesso bisogna costruire il corrispondente edificio per produrne una quantità sufficiente e assicurartene una buona disponibilità. Spesso non si avrà mai accesso a tutte le risorse di base, ma converrà commerciarle sul mercato ai prezzi migliori. I beni servono per acquisire settori pacificamente sulla Mappa dei Continenti, e per sbloccare tecnologie.

### Le medaglie
Le medaglie si ottengono completando con successo le battaglie contro altri giocatori nei tornei PvP, o come ricompensa per dei buoni risultati. È inoltre possibile ricevere medaglie partecipando all'accrescimento dei livelli dei Grandi Edifici o dai santuari dell'ammirazione, che danno medaglie solo se motivati in base all'età in cui ci si trova. Le medaglie servono per ottenere espansioni aggiuntive per la città del giocatore.

### I diamanti
I diamanti sono risorse di valore e molto versatili. Si possono utilizzare in molti casi sul gioco: consentono di costruire edifici speciali, aumentare la produzione, accelerare i tempi di costruzione o comprare i Punti Ricerca. Possono essere usati anche per acquistare beni mancanti o ridurre i tempi mancanti per le esplorazioni. I diamanti sono molto rari da ottenere, in alcune missioni vengono dati come ricompensa, altrimenti si possono acquistare.

### I punti forge
I punti ricerca servono per sbloccare le ricerche oppure per contribuire alla costruzione di grandi edifici. I punti ricerca si rigenerano uno all'ora fino a un massimo di dieci. I punti ricerca possono essere guadagnati anche dal municipio, dai grandi edifici, dai santuari della conoscenza, che danno un punto solo se motivati, e prodotti dai bazar nonché ottenuti dai diversi edifici resi disponibili durante gli eventi, caratterizzati da diversi livelli.

## Edifici
Gli edifici consentono la produzione delle varie risorse necessarie al gioco; gli edifici residenziali consentono di aumentare la popolazione e producono monete, gli edifici produttivi consentono di produrre materiali, gli edifici per i beni consentono di produrre beni a partire da monete e materiali (ed a partire dall'era moderna, anche da beni prodotti in precedenza) in maniera più o meno efficiente a seconda si abbia acquisito sulla Mappa il deposito del bene in questione, gli edifici per la cultura consentono la produzione di felicità, necessaria per mantenere elevata la produzione di materiali e monete, le decorazioni producono anch'esse felicità, gli edifici militari producono le unità necessarie per combattere contro gli altri giocatori (nei tornei PvP o per saccheggiare edifici di altri giocatori) o per partecipare alle spedizioni di Gilda o per conquistare province nella mappa dei continenti.
Tutti gli edifici (tranne le decorazioni) per poter produrre la risorsa per cui sono costruiti, devono essere collegati al Municipio attraverso strade (a singola o doppia corsia) che producono anche piccole dosi di felicità e richiedono per essere costruite la presenza di espansioni che si acquisiscono con le medaglie o conquistando province o progredendo nelle varie ere. 
La costruzioni degli edifici può avvenire solo in presenza di una popolazione di numerosità adeguata, pagando una certa quota di materiali e di monete. 
Esistono degli edifici "Premium" che possono essere costruiti solo pagandone il costo in diamanti oppure acquistandoli in occasione del passaggio ad ere successive oppure possono essere vinti compiendo missioni speciali.
Gli edifici residenziali e produttivi possono essere "motivati" da altri giocatori: gli edifici motivati raddoppieranno la produzione della risorsa per cui sono stati costruiti. Analogamente gli edifici per la cultura e le decorazioni, possono essere "abbelliti" da altri giocatori, raddoppiando la produzione di felicità per 24 ore. Motivare o abbellire edifici di altri giocatori fa guadagnare monete ed occasionalmente i "progetti" necessari alla costruzione di grandi edifici.

## Grandi Edifici
I Grandi Edifici, o GE, sono edifici particolari che per essere costruiti richiedono la precedente scoperta dei 9 progetti necessari, nonché un cospicuo consumo di beni della propria era. Ogni grande edificio può produrre una delle risorse del gioco, o migliorare la capacità produttiva degli edifici residenziali e produttivi o migliorare la capacità militari di difesa o di offesa.
L'efficacia dei Grandi Edifici può essere migliorata con la progressione dei livelli ottenuta dall'investimento in essi di Punti Forge da parte del giocatore medesimo o di altri giocatori. I giocatori che donano più punti forge possono vincere medaglie, punti Forge, e progetti del Grande Edificio in questione. Una volta raggiunto il 10 livello, ogni ulteriore avanzamento di livello richiede la disponibilità di un nuovo set di 9 progetti dell'edificio in questione.